# گو هوانگوون
گو هوانگوون (به کره‌ای: 고환권)، فرزند پادشاه یونگنیو از گوگوریو و ولیعهد گوگوریو بود. بر اساس کتاب سامگوک ساگی و سامگوک یوسا ، این نام به صورت هوانگوون ظاهر می‌شود. در کتاب قدیمی تانگ، او با نام سانگ -گوون ثبت شده است.
در فوریه ۲۳اُمین سال سلطنت پادشاه یونگ نیو ( ۶۴۰ )، او به تانگ رفت و خراج پرداخت. امپراتور تایزونگ از سلسله تانگ،  را دلداری و به او ابریشمی هدیه داد زیرا سخت‌کوشی‌اش را دوست داشت. از آنجایی که هیچ سابقه‌ای از گوهوان گوان پس از خراج در سامگوک ساگی وجود ندارد، مشخص نیست که آیا او پس از ترور پادشاه یونگ نیو به دست ژنرال یون گه سومون جان سالم به در برده است یا خیر.
در کتاب شینسن سونگ‌شیلروک ژاپن و منابع دیگر، شخصیتی به نام گو بوک دوک ، پسر پادشاه یئونگ نیو و بنیانگذار خاندان گوما، وجود دارد. اعتقاد بر این است که گو بوک دوک برادر گو هوان گوون است.

## روابط خانوادگی
- پدربزرگ پادشاه پیونگ وون
  - نایب السلطنه پادشاه یونگ نیو
  - مادر : ناشناخته

## آثاری با حضور گوهوان کوون

### درام
- 《 یون گه سومون 》 ( SBS ، ۲۰۰۶ تا ۲۰۰۷ )، بازیگر: لی جه-ووک
- 《 گل و شمشیر 》 ( KBS ، ۲۰۱۳ ، بازیگر: لی تائه-ری )

## با هم ببینید
- گو بوک-دئوک
- پادشاه ارواح
- پادشاه تضمین شده